# Alphonse Davanne
Louis Alphonse Davanne (12. dubna 1824 – 19. září 1912) byl francouzský chemik, učitel, vynálezce a raný fotograf, spoluzakladatel Francouzské fotografické společnosti v roce 1854.

## Životopis
Alphonse Davanne je synem Marie Élisy Laurentové z rodiny výrobce stolů a Louise André Davanna, obchodníka krejčího žijícího v Paříži na rue Saint-Honoré. Byl ženatý s Cécile Languillet a je otcem Maurice Davanna, kurátora v knihovně Sainte-Geneviève a strýce Francise Picabia.
Vystudovaný chemik Davanne začínal kurzem pro dělníky , poté se od roku 1852 věnoval studiu fotografických procesů, jejich zdokonalování, konzervaci tisků a také vynalézání nových fotoaparátů. Jeho badatelská činnost trvala 50 let, během nichž se stal zásadní osobností fotografického světa.
Na samém počátku 50. let 19. století krátce navštěvoval okruh nadšenců pro nové fotografické postupy (jako je kalotypie, albuminový tisk, mokré kolódium), který se zformoval v Caffè Greco v Římě, skládající se z Giacoma Caneva, hraběte Frédérica Flachérona, Eugèna Constanta, Alfred-Nicolas Normanda a Thomase Suttona.
V roce 1854 byl jedním ze zakládajících členů Francouzské fotografické společnosti, v následujícím roce pak provedl výzkum s Aimé Girardem o způsobu vzniku a konstituci fotografických tisků s cílem zjistit příčiny jejich změn a navrhnout řešení k jejich oživení, práci, kterou tito dva muži prováděli až do roku 1863, rozvíjející mimo jiné proces obrazů vytištěných v pozitivní formě. Davanne vylepšoval objevy Charlese-Louise Barreswila a Noëla Paymala Lerebourse. Vylepšení spočívalo v použití judského bitumenu při vývoji fotolitografického procesu, jinými slovy heliogravura: Davanne je spolu s Édouardem Baldusem, Rogerem Fentonem a Henrim Le Secqem jedním z průkopníků tohoto nového procesu. Dvakrát získal Cenu vévody z Luynes založenou v roce 1856 a zamýšlel odměnit zasloužilé členy Francouzské fotografické společnosti .
Během 60. let 19. století nejprve procestoval Normandii a záliv Somme, aby fotograficky zachytil města Le Tréport, Le Havre, Dieppe a Trouville, v následujícím roce pak Provence. Jeho záběry Mentona pak byly použity k ilustraci díla L'Hiver à Menton od Alphonse de Longperier-Grimoarda (1862).
Davanne byl po celý život popularizátorem, dá se říci, že založil výuku fotografických technik ve Francii : od roku 1876 do roku 1911 učil na École nationale des ponts et chaussées, aby vzdělával studenty inženýrství o fotografických technikách ; od roku 1879 vedl kurz na Sorbonně a v roce 1891 na konzervatoři uměleckých řemesel.
Byl prezidentem fotografické poroty na Světové výstavě v roce 1878, poté v roce 1889 a znovu v roce 1900 .

### Vyznamenání a tituly
- Čestný prezident Francouzské fotografické společnosti
- Člen rady Ústředního uměleckoprůmyslového svazu
- Čestný člen Královské fotografické společnosti
- Chevalier de la Légion d'honneur (1878)
- Officier de la Légion d'honneur Officier de la Légion d'honneur (1889)
- Rytíř Řádu Leopolda Belgického

## Galerie

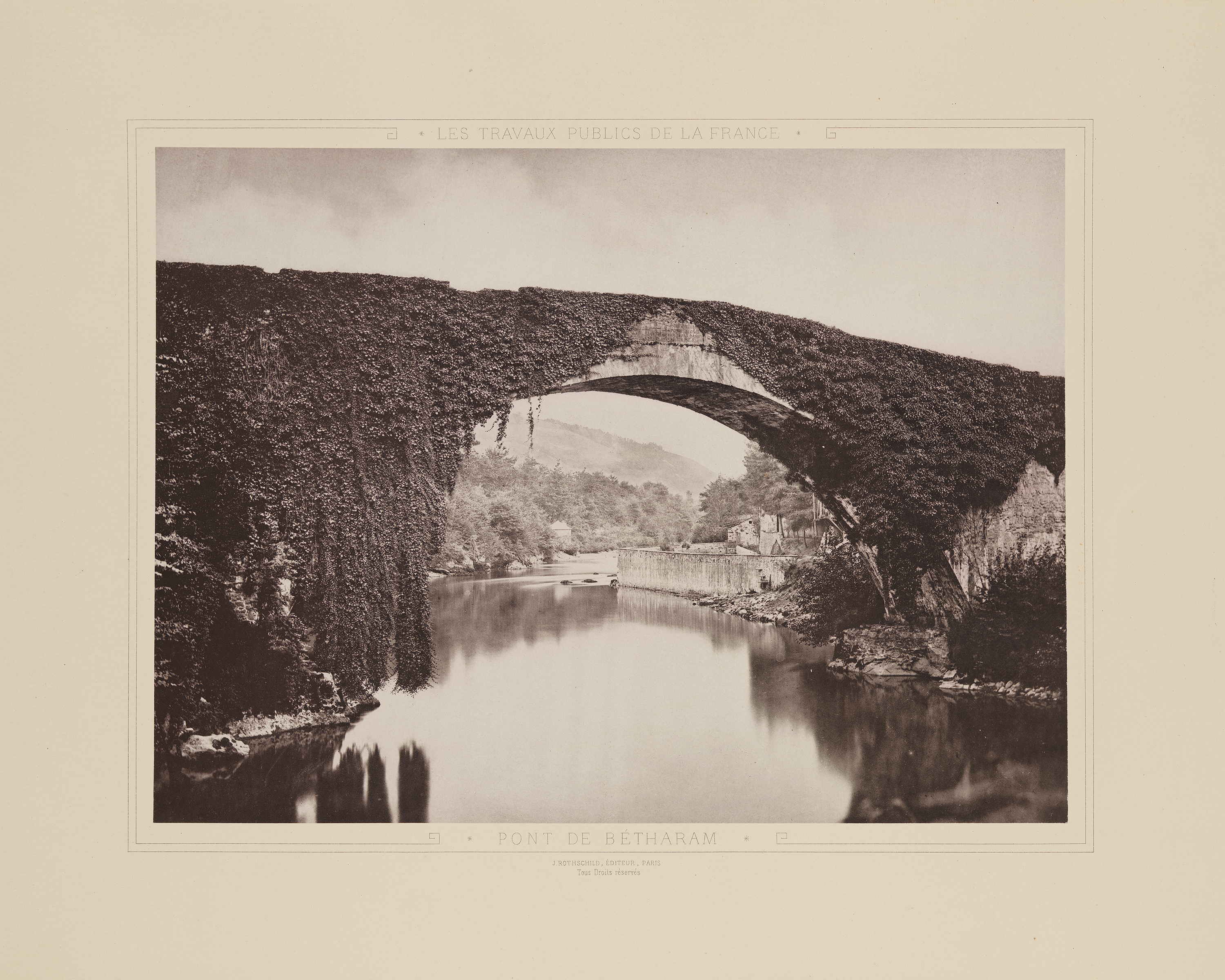
Kolotyp mostu Betharam (1883)
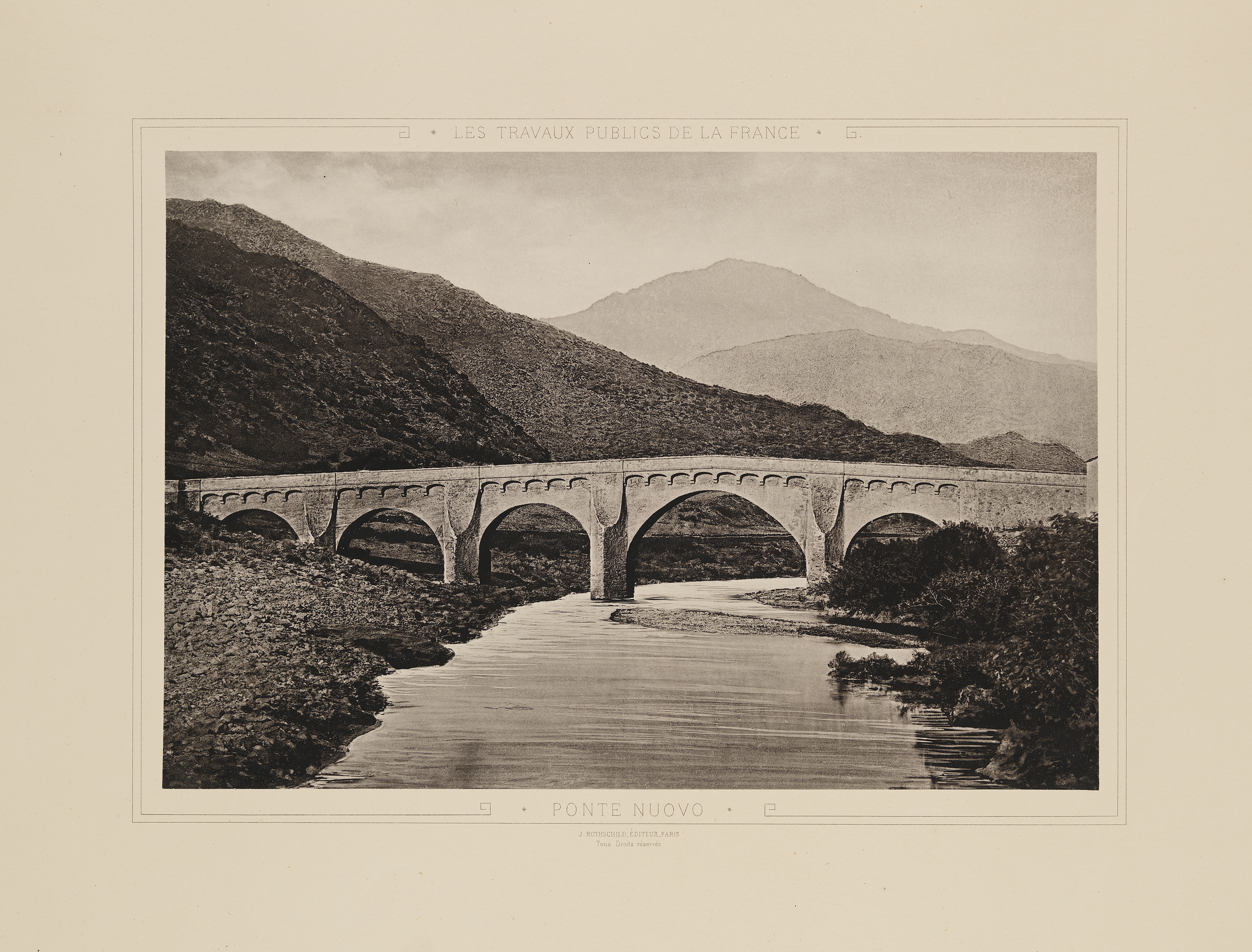
Ponte Nuovo (Korsika, 1883)
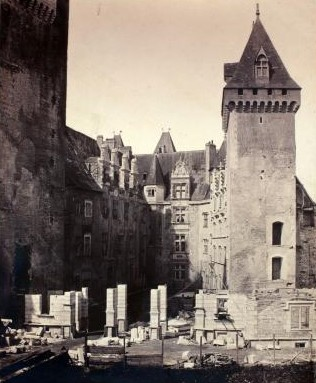
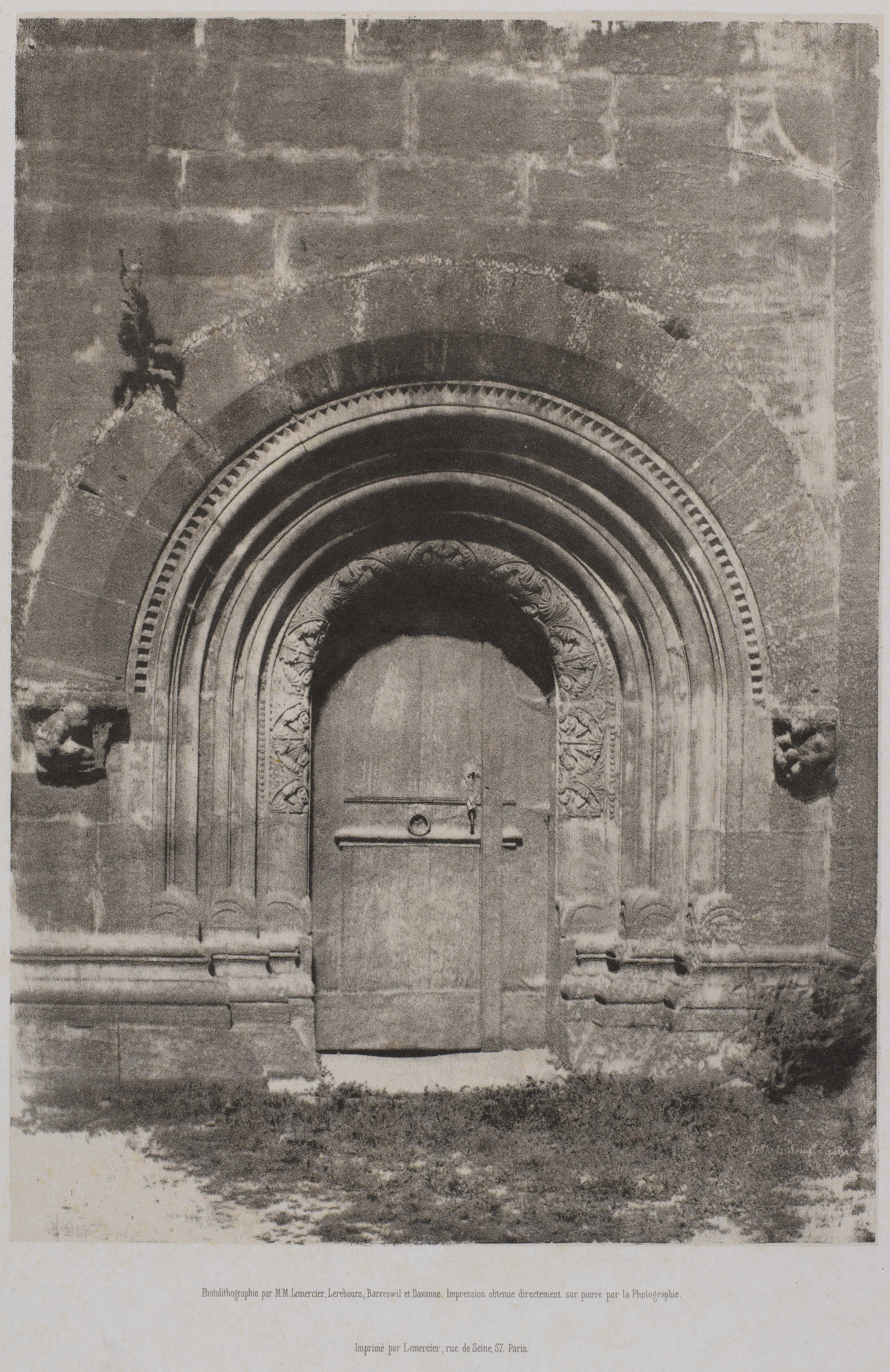
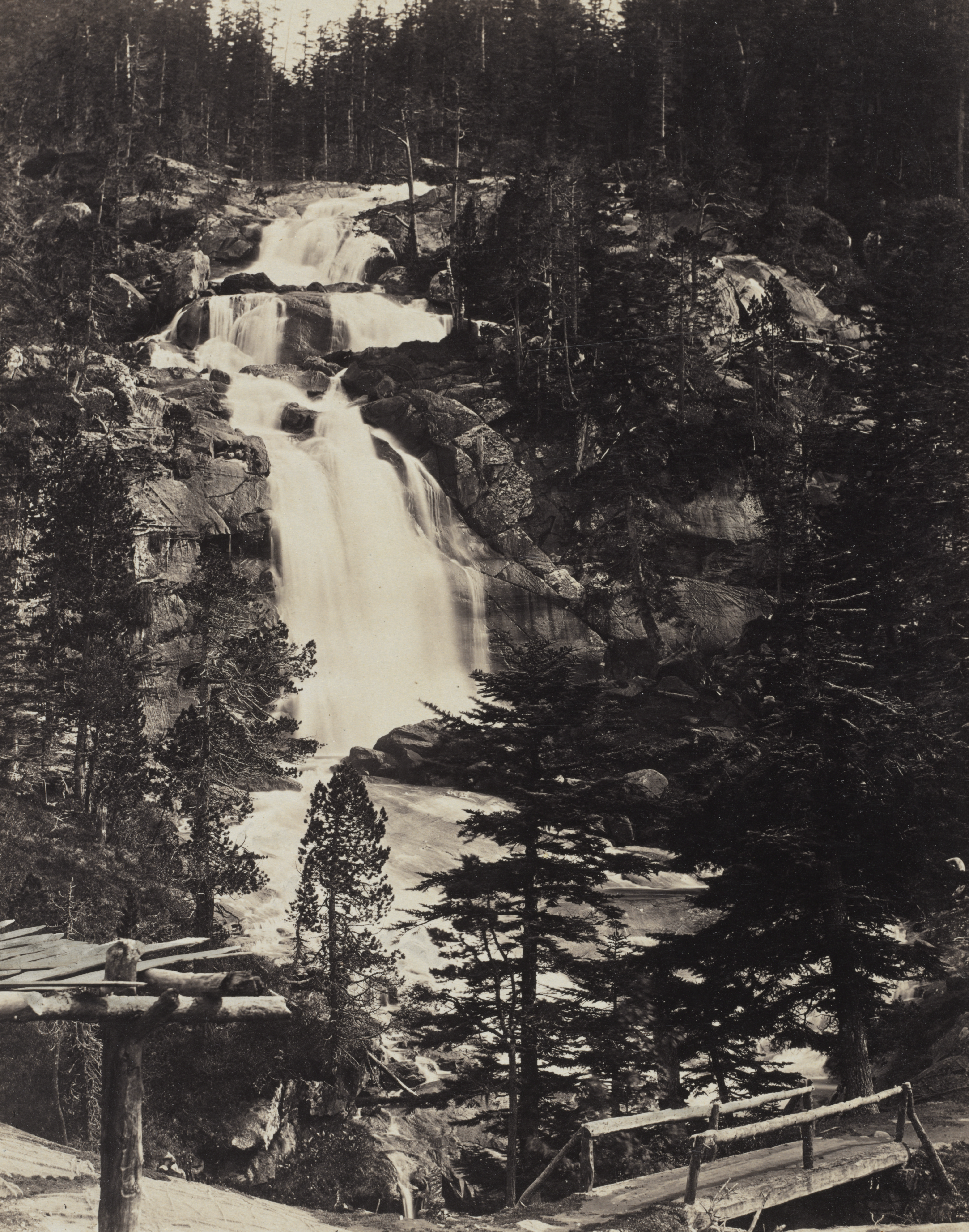

## Spisy
- Fotografická chemie obsahující prvky chemie vysvětlené fotografickými manipulacemi, rytím a litografií s Barreswil, Paříž, Mallet-Bachelier, 1854
- Teoretický a praktický výzkum tvorby pozitivních fotografických tisků, 1864
- Průběh fotografie, shrnutí včetně vylepšení různých fotografických procesů pro negativní a pozitivní tisky... , 1877
- Fotografické tisky olejovými inkousty analogickými litografii, 1877
- Katalog výstavy starých a novověkých rytin, 1881
- Od fotografie aplikované na vědy, 1881
- Poznámka k životu a dílu A. Poitevin , Paříž, Gauthier-Villars, 1882
- Veřejné práce Francie, Paříž, Jules Rothschild, 1883
- Nicéphore Niepce, vynálezce fotografie, konference pořádaná v Chalon-sur-Saône k inauguraci sochy Nicéphora Niepce,22 juin 1885
- Fotografie, 1886-1888
- Ochrana kvůli fotografickým dílům a jejich asimilaci uměleckým dílům, 1904